# Fetiche de crush
Fetiche de crush é um fetiche e uma parafilia em que a excitação sexual está associada à observação de objetos sendo esmagados ou ao próprio ser esmagado. Os objetos esmagados variam desde itens inanimados (por exemplo, alimentos) até o esmagamento lesivo e/ou fatal de Invertebrados (por exemplo, insetos, caracóis, vermes, aranhas) ou de vertebrados (por exemplo, aves, répteis, mamíferos).
Nos casos mais graves, o esmagamento envolveu homicídio ou tortura prolongada até a morte de animais contidos, incluindo cães, gatos, porcos e macacos. Organizações de bem-estar animal, como a Sociedade Humanitária dos Estados Unidos, condenam essa prática. Ademais, conexões entre o abuso de animais e a violência contra humanos estão sendo pesquisadas, sendo o abuso de animais possivelmente um precursor para violência adicional, e casos de crueldade contra os animais têm sido acompanhados pelo FBI americano desde 2016. A motivação para esses atos pode estar no ganho financeiro derivado da produção de um filme dos atos, o qual é vendido na Internet para fetichistas de crush que acham o conteúdo sexualmente gratificante e, talvez, divertido, um gênero específico conhecido como "filme de crush". Aqueles em áreas empobrecidas podem ter maior probabilidade de produzir e estrelar esse conteúdo devido ao ganho financeiro.
Atualmente, não existem leis que proíbam especificamente o esmagamento de animais, mas a produção ou comercialização de erotismo de crush envolvendo vertebrados vivos é ilegal em muitos países, incluindo os Estados Unidos, a Itália e o Reino Unido. Nos Estados Unidos, o comércio interestadual de vídeos de crush (dura) é ilegal desde 2010, e muitos outros países também os proibiram.

## Classificação
Os fetichistas de crush utilizaram termos para classificar o esmagamento com base na vítima sujeita ao ato:
- 'Esmagamento de objetos' – esmagamento de alimentos, brinquedos, eletrônicos e outros itens inanimados.[10]
- 'Esmagamento suave' – esmagamento de invertebrados e peixes. Esta é a forma mais comum. A maioria dos fetichistas de crush exclusivos prefere se distinguir dos fetichistas de crush duros, acreditando que estes lhes conferem uma reputação indevidamente negativa.[11]
- 'Esmagamento duro' – esmagamento de anfíbios, répteis, aves e mamíferos. Isto é considerado mais cruel que o esmagamento suave, pois os vertebrados terrestres são, segundo alguns, acreditados ter maior capacidade de sofrer dor.[12]

## Filmes de crush

### Geral
Filmes de crush são vídeos produzidos para a gratificação sexual dos fetichistas de crush.
Em filmes de crush, o agente de esmagamento é tipicamente uma mulher, que concentra o peso do seu corpo sobre os pés para comprimir o objeto contra o chão. Os pés geralmente estão calçados com sapatos sugestivamente sexuais, no estilo de uma dominatrix, como saltos altos e meias rendadas, mas outros calçados ou mesmo os pés descalços podem ser utilizados. Isso remete a elementos tanto do Fetichismo por pés quanto da cultura BDSM.
Jeff Vilencia é um dos diretores conhecidos de filmes de crush, como Smush! Vilencia, juntamente com muitos outros fetichistas, sempre gostou de ver invertebrados sendo esmagados desde a infância; ele afirma que, quando tinha dois a três anos, repetidamente tentava fazer com que as pessoas pisassem nele.

### Situação legal
A legalidade dos filmes de crush e a prática efetiva do esmagamento varia de região para região; entretanto, muitos foram postados em sites e estão disponíveis para download via Internet, dificultando o controle de sua distribuição.
A produção ou comercialização de erotismo de crush envolvendo vertebrados é condenada por opositores da crueldade contra os animais e é ilegal em muitos países, incluindo os Estados Unidos.

#### Estados Unidos
Em 1999, o Congresso dos Estados Unidos promulgou um estatuto que afetava a legalidade dos filmes de crush, criminalizando a criação, venda e posse de representações de crueldade contra os animais, embora com uma exceção para "qualquer representação que tenha valor religioso, político, científico, educacional, jornalístico, histórico ou artístico sério." Em 2008, o Tribunal de Apelações dos Estados Unidos para o Terceiro Circuito invalidou a proibição da venda e posse de tais filmes (se não fossem de outra forma obscenos), por violar a garantia constitucional de liberdade de expressão. A Suprema Corte dos Estados Unidos confirmou a decisão do Terceiro Circuito no caso United States v. Stevens, considerando a lei inconstitucional, pois ela era tão ampla e vaga que incluía qualquer representação de um animal sendo ou sujeito a danos, como por exemplo na caça ou devido a doenças. Em 28 de novembro de 2010, o projeto de lei H.R. 5566, que proíbe o Comércio interestadual de filmes de crush com animais, foi aprovado pela Câmara dos Representantes e pelo Senado, e em 9 de dezembro, o projeto foi assinado pelo Presidente Obama, tornando-se a Animal Crush Video Prohibition Act of 2010.
Em 8 de setembro de 2015, uma mulher de Houston se declarou culpada no primeiro caso federal do país envolvendo vídeos de crush com animais.
Em 25 de novembro de 2019, o Presidente Donald Trump assinou a Preventing Animal Cruelty and Torture Act (PACT Act), transformando o "esmaga-mento" de animais e o abuso sexual destes em um crime federal se o delito ocorrer ou afetar o comércio estrangeiro ou interestadual, ou se for cometido em propriedade de domínio federal, como parques nacionais, prisões federais e bases militares. Embora a lei não sobreponha as ordenanças estaduais ou locais, uma condenação sob o PACT pode resultar em multas federais e prisão de até sete anos. O PACT Act define o esmagamento de animais como quando "um ou mais mamíferos não humanos vivos, aves, répteis ou anfíbios são propositalmente esmagados, queimados, afogados, sufocados, empalados ou de outra forma sujeitos a lesões corporais graves."

#### Reino Unido
No Reino Unido, a primeira prisão ocorreu em 2002. Estima-se que a indústria gere vendas no valor de centenas de milhares de libras.

#### China
Em 2006, surgiu na Internet um vídeo de crush no qual uma mulher pisa em um gatinho com saltos altos stiletto. Eventualmente, a mulher enfia seu salto no olho do gatinho e penetra a órbita, levando à perda de sangue e à morte do gatinho. Usuários da Internet descobriram e revelaram a identidade da mulher, e revelaram que o cinegrafista era um funcionário de uma televisão provincial. A enfermeira postou um pedido de desculpas no site do governo da cidade de Luobei, alegando que ela era suscetível à persuasão para esmagar o gatinho, estando desolada devido ao seu recente divórcio. Tanto a enfermeira quanto o cinegrafista perderam seus empregos como resultado do incidente, embora suas ações não fossem ilegais segundo as leis do país.